# Scatopsciara brevitarsi
Scatopsciara brevitarsi är en tvåvingeart som beskrevs av Yang, Zhang och Yang 1998. Scatopsciara brevitarsi ingår i släktet Scatopsciara och familjen sorgmyggor.
Artens utbredningsområde är Zhejiang (Kina). Inga underarter finns listade i Catalogue of Life.